# HD 2589
HD 2589，又名BD+76 10，SAO 4130、HR 112，是一颗恒星，视星等为6.21，位于銀經121.74，銀緯14.2，其B1900.0坐标为赤經0h 24m 29.4s，赤緯+76° 14.2′ 4″。